# Prince William Sound
El Prince William Sound (en inglés: Prince William Sound, que significa 'seno [bahía o estrecho]) del príncipe Guillermo'; en ruso: Чугацкий залив Čugatski zaliv) es un entrante del golfo de Alaska (océano Pacífico) localizado en la costa suroccidental del estado de Alaska (EE. UU.).
Se encuentra en el lado este de la península de Kenai. Su puerto más grande es Valdez, en el extremo sur del oleoducto Trans-Alaska. Otros asentamientos en el sound, que tiene numerosas islas y fiordos interiores, son Cordova y Whittier, además de las aldeas nativas de Chenega y Tatitlek.
La mayor parte del sound está en el área delimitada del bosque nacional Chugach.

## Geografía

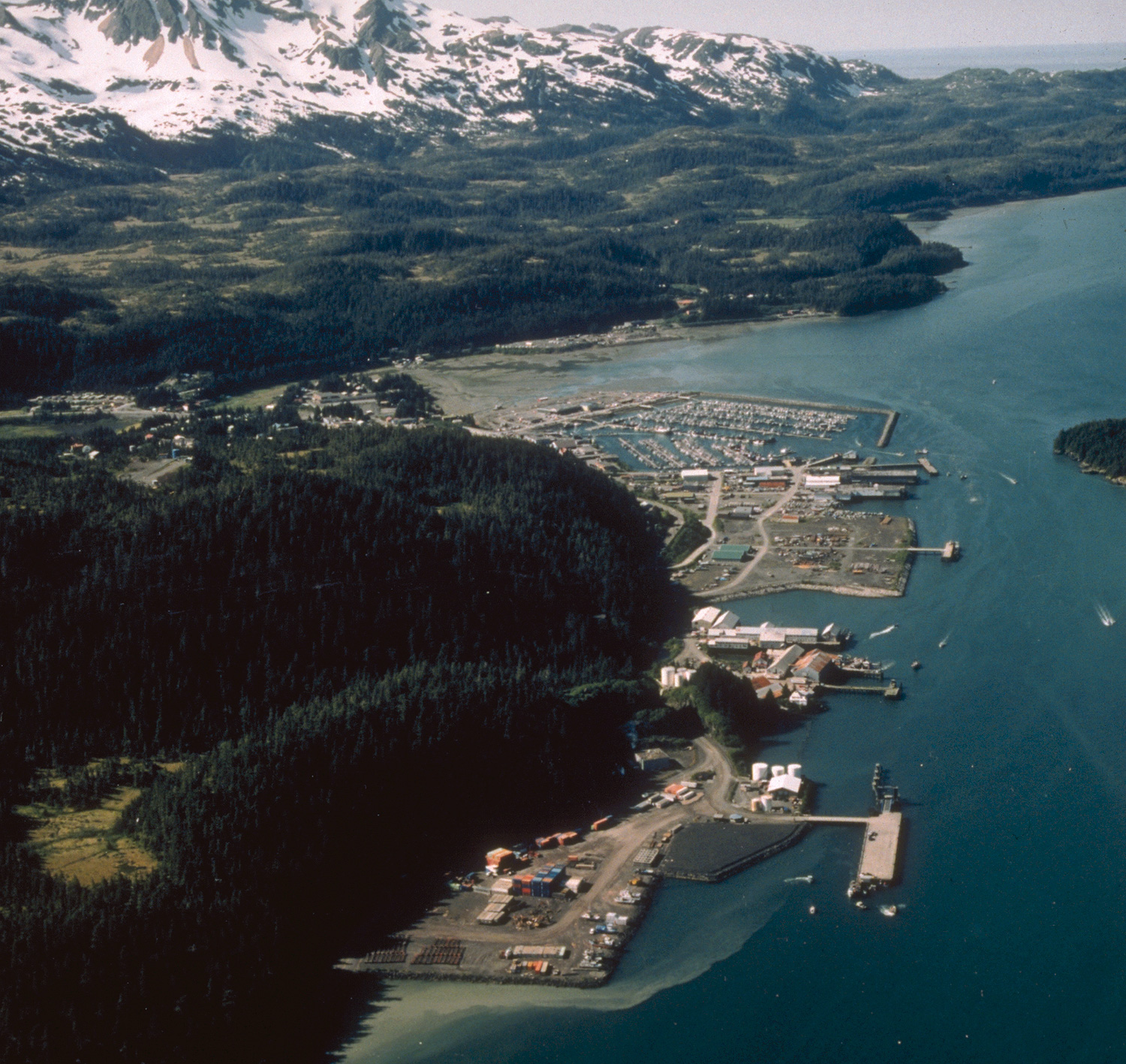
Vista de la localidad de Cordova, a orillas del seno.

El Prince William Sound es un entrante de mar o seno que se encuentra en el lado este de la península de Kenai y que administrativamente pertenece al Área censal de Valdez-Cordova. Su mayor puerto es Valdez (que contaba con 4036 hab. en 2000), en el extremo sur del oleoducto Trans-Alaska. Otros asentamientos en el sound, que contiene numerosas islas, son Cordova (2454 hab.) y Whittier (182 hab.), además de los pueblos nativos alaskeños de Chenega y Tatitlek. 
La mayoría de las tierras que rodean el Prince William Sound forman parte del bosque nacional Chugach, el segundo bosque nacional por tamaño de los EE. UU. El Prince William Sound  está rodeado por glaciares y las escarpadas montañas Chugach. La costa es tortuosa, con muchas islas y fiordos, algunos de los cuales tienen glaciares Tidewater.
El sound está cerrado por tres islas islas principales que forman una barrera, de este a oeste, las islas de Montague (790,88 km²), Hinchinbrook (445,44 km²) y Hawkins (176,39 km²). En el interior del sound hay muchas islas, siendo las mayores Knight (260 km²), Esther (127,33 km²), Culross (74,71 km²), Evans (74,60 km²), Latouche (60,62 km²), Chenega (57,08 km²), Bainbridge (? km²) y Block (? km²).

## Historia

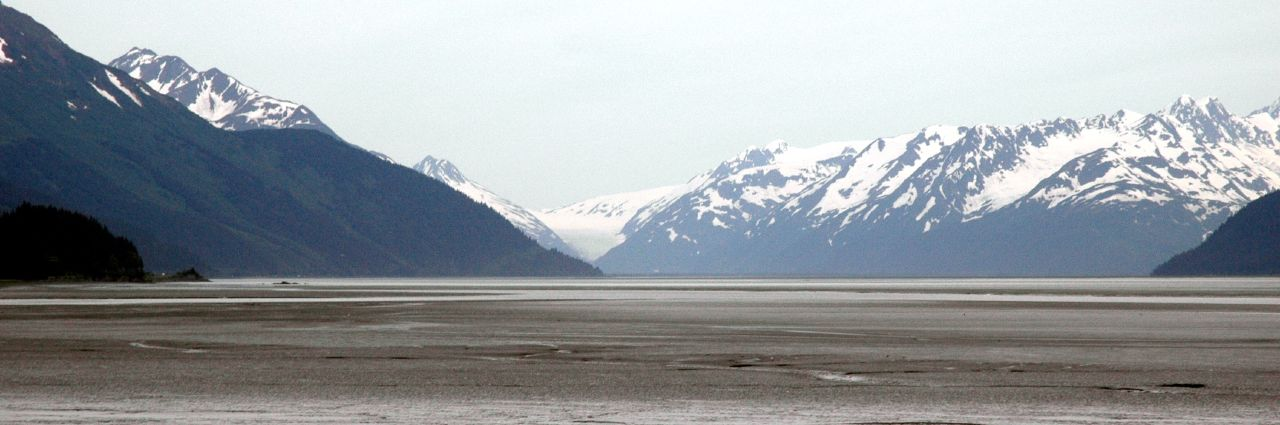
Vista del seno.

James Cook entró en Prince William Sound en 1778 y lo bautizó como Sandwich Sound, en honor de su patrón el conde de Sandwich. Los editores de los mapas de Cook cambiaron el nombre por el de Prince William Sound, en honor del príncipe William, que más tarde se convertiría en el rey William IV.
En 1790 la expedición de Salvador Fidalgo recorre el entrante, bautizando varios de sus puertos, y tomando tierra en el lugar de la actual de la ciudad de Cordova, haciendo un acto de toma de posesión de Alaska para España, reafirmando sus derechos sobre la misma.
En 1791 la expedición Malaspina (1788-1794), que estaba en Acapulco encabezada por  Alejandro Malaspina, recibió las órdenes del rey Carlos IV de España de encontrar el paso del Noroeste. Emprendieron rumbo norte costeando hasta llegar a la bahía de Yakutat y el Prince William Sound antes de darse por vencidos y remprender rumbo sur de regreso a Acapulco.
En 1793, Alexander Andreyevich Baranov (1747-1819), comerciante y recaudador de impuestos, fundó el puerto de Voskresensk en el sound, al que llamó Chugach Bay. El Phoenix, un barco de tres mástiles fue el primero construido por los rusos en América. Baranov continuó manteniendo a su esposa e hijos rusos, que se habían mudado de Siberia para vivir cerca de San Petersburgo. En Pavlovskaya, Baranov tomó a una mujer aleuta como amante y tuvo tres hijos de raza mixta con ella. Después de enterarse de que su esposa había muerto en 1807 en Rusia, se casó con su amante, legitimando a sus hijos. En 1817, Irina, su hija mayor nacida en Alaska, se casó con Semyon Yanovsky, un oficial naval ruso. A fines de 1818, Yanovsky fue nombrado director ejecutivo y sucesor de Baranov. Ese año, Baranov partió para navegar de regreso a Rusia, pero murió en abril de 1819 y fue enterrado en el mar.
En 1964, un tsunami resultado del terremoto Good Friday (terremoto de Viernes Santo) mató a un número de aldeanos chugach en el pueblo costero de Chenega, así como la destrucción de la ciudad de Valdez registrado de 9.2 grados.
En 1989, el buque petrolero Exxon Valdez encalló en el arrecife Bligh después de salir de Valdez, causando un gran derrame de petróleo, que ocasionó un grave desastre ecológico, incluyendo la muerte de cerca de 250.000 aves marinas, casi 3.000 nutrias marinas, 300 focas, 250 águilas calvas y hasta 22 orcas.

## Galería de imágenes

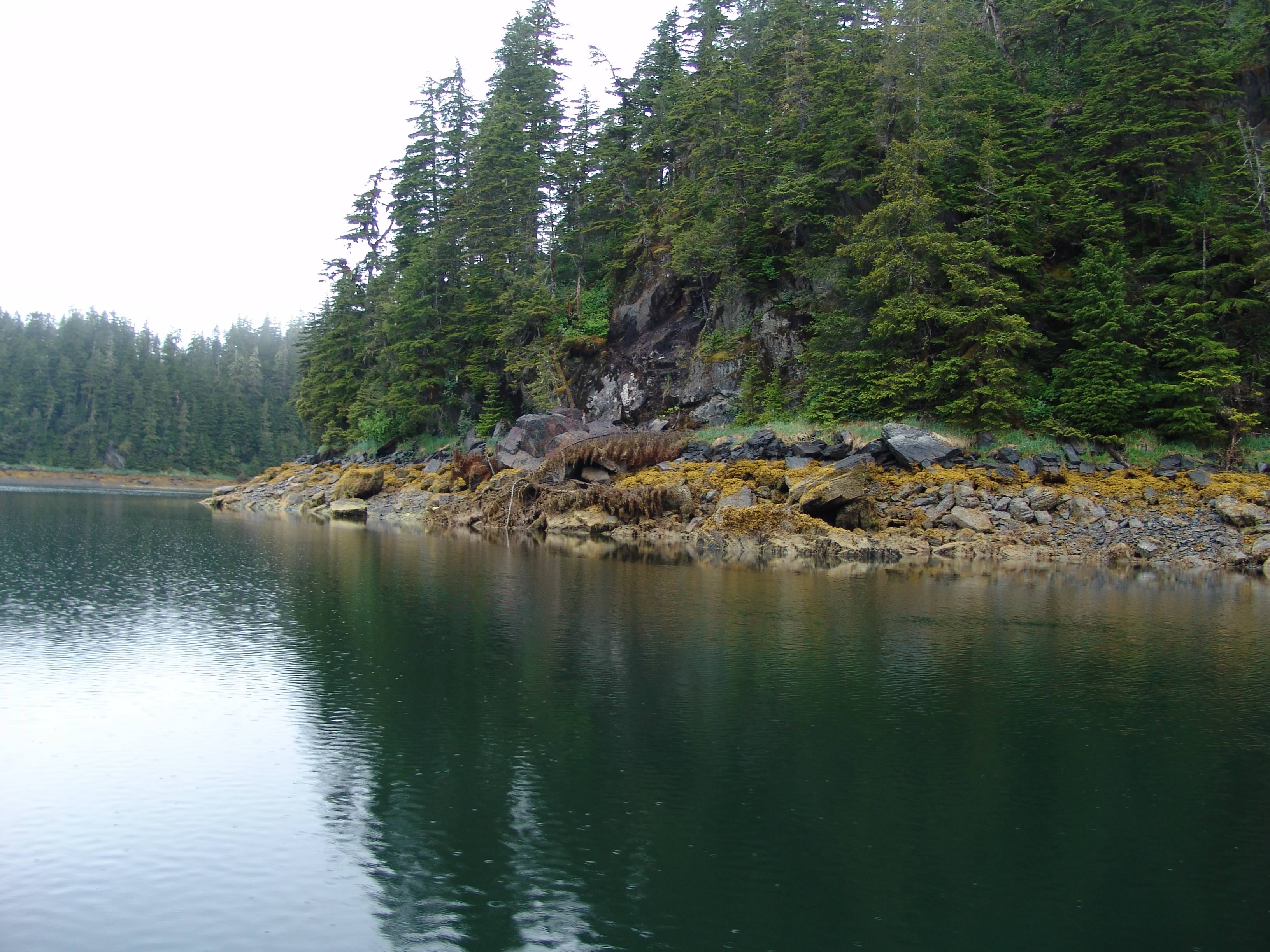
Cala en el suroeste de Prince William
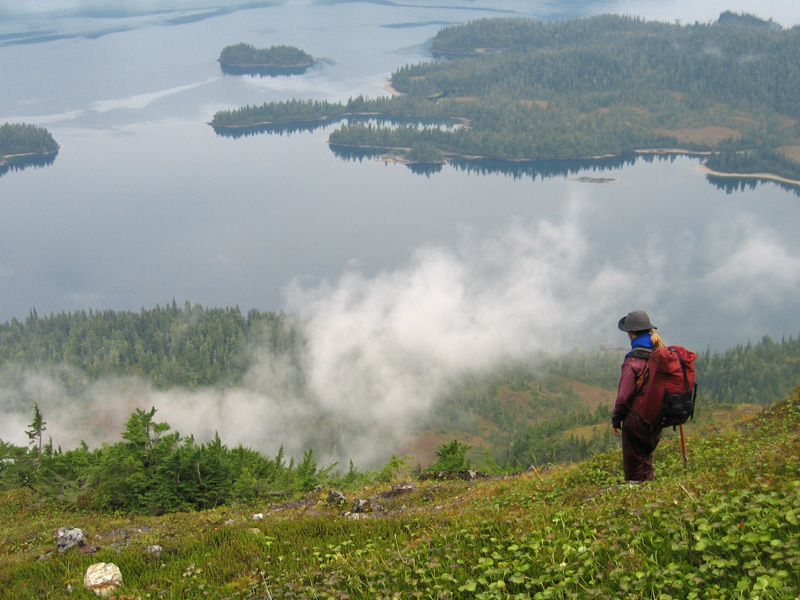
Vistas de Prince William   Sound
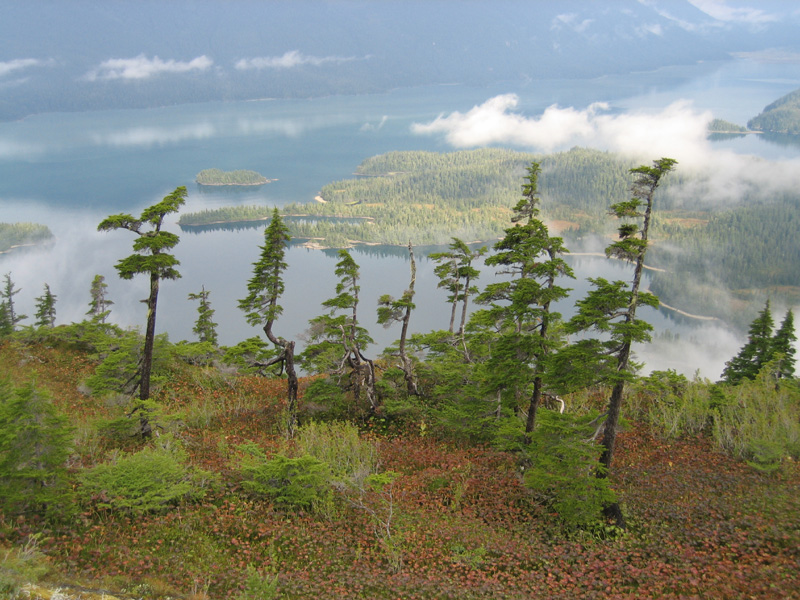
Árboles alpinos en el Prince William Sound
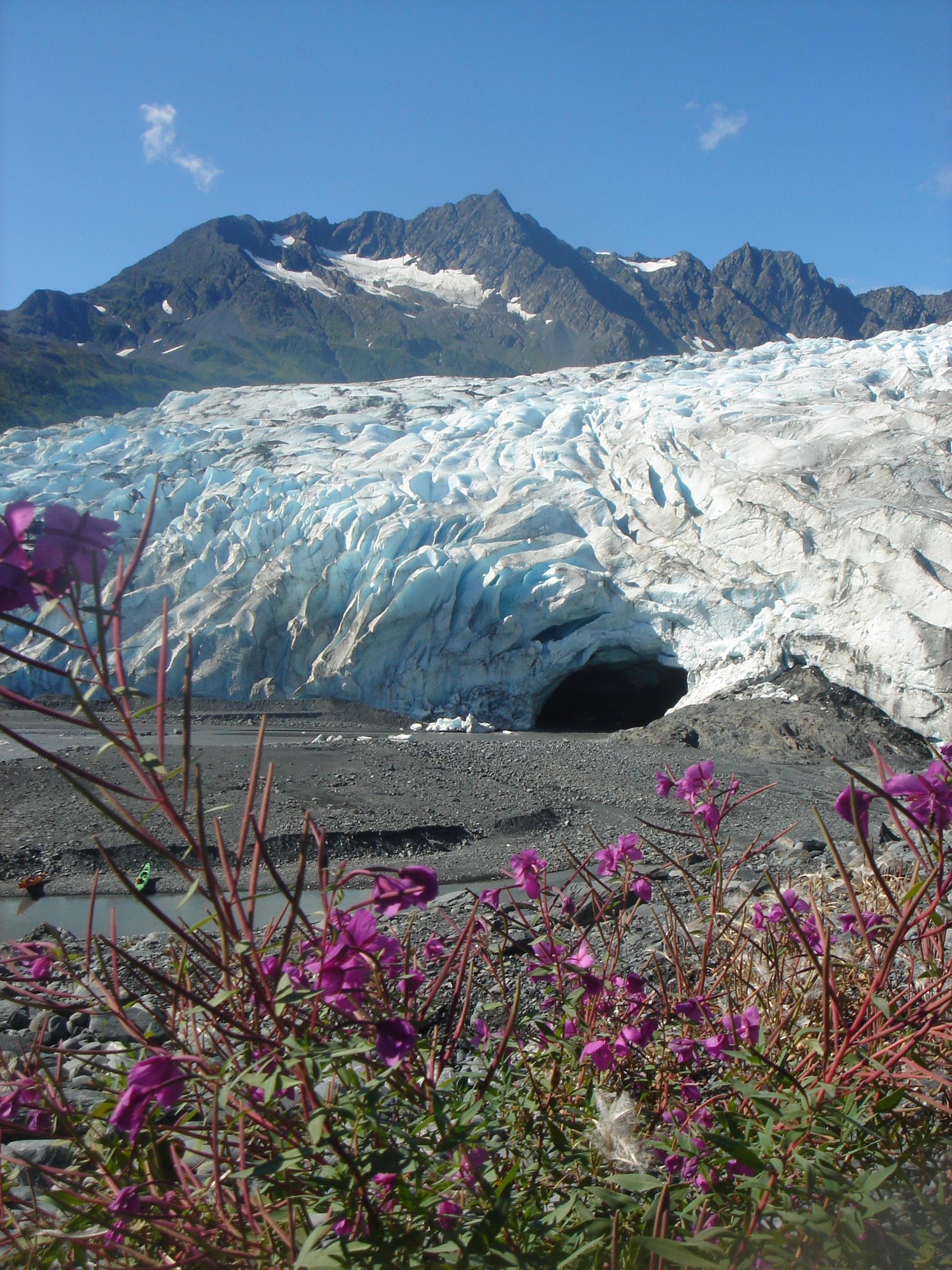
Prince William Sound, mirando hacia el Glaciar Shoup